# Vánoční pohlednice
Vánoční pohlednice je devátá LP deska divadla Semafor a zároveň druhá z navazující série malých gramofonových alb (25 cm) zaměřených na koncepční díla Jiřího Suchého a Jiřího Šlitra. Deska obsahuje pouze autorské vánoční písničky S+Š, společnost Supraphon ji vydala v prosinci roku 1967 pod katalogovým číslem 0 23 0204. Na desce je i méně známá varianta koledy "Purpura" či populární semaforské číslo "Sedm dárků" známé i pod názvem "Sedm prken žehlicích".

## Okolnosti vzniku alba
Ke složení alba vánočních písní autory inspiroval neklesající zájem o jejich starší vánoční píseň "Purpura" z roku 1961. Natáčení alba proběhlo v září 1967 pod dohledem producenta Mojmíra Ballinga a zvukových inženýrů Jana Chalupského a Františka Řebíčka, a to v pražském nahrávacím studiu v Dejvicích. Hudební doprovod natočili Orchestr Dalibora Brázdy a Country Beat Jiřího Brabce. Vedle Suchého na LP zpívali též Milan Drobný, Naďa Urbánková, Eva Pilarová, či Magda Křížková. Skladba "Tommy (Vánoční kovbojská)" představuje ojedinělý případ duetu Jiřího Suchého a Jiřího Grossmanna.

## Vydání a přijetí alba
Gramofonová deska Vánoční pohlednice byla pojmenovaná podle písně, od níž si autoři slibovali největší úspěch. Vyšla v působivém obalu výtvarnice Běly Suché (manželky Jiřího Suchého) krátce před Vánoci 1967. Ačkoliv obal uváděl číselné varianty mono i stereo verze, lisována byla pravděpodobně pouze mono verze.  24. prosince potom vysílala Československá televize speciální televizní semaforský program "Padá sníh a vánoční je čas" (pojmenovaný podle verše z písně "Venku se zvolna šeří"). Režíroval jej Ivo Paukert a semaforský soubor v něm představil celé nové album, přičemž jej doprovázel Country Beat Jiřího Brabce. Desku v časopise Melodie recenzoval Jaroslav Přikryl, a ačkoliv ji místy chválil, převažoval spíše kritický tón směrovaný na Šlitrovy melodie ("primárním nedostatkem je skutečnost, že je málo vánoční a téměř vůbec ne v dobrém smyslu česká"). Dále píše: "Nebýt poetických textů Jiřího Suchého, z nichž neopakovatelné vánoční fluidum dýchá, mohlo by v řadě případů jít o melodii k jiné příležitosti nebo příležitostem."
Ačkoliv byla deska pro velký zájem dolisována jak v roce 1968, tak v roce 1970, na svou reedici na CD si musela počkat až do vydání supraphonského CD boxu "Semafor - léta šedesátá" v roce 2011. Jiří Suchý v mezičase většinu písní z alba přezpíval na CD "Purpura a jiné vánoční písně" v roce 1997 (v produkci Ivana Krále). Vedle "Purpury" se zejména skladby "Stříbrná tramvaj" (v podání Jitky Molavcové) a "Vánoční pohlednice" (zpívaná Jiřím Suchým) staly v pozdější době nedílnými součástmi vánočních představení v divadle Semafor.

## Seznam skladeb
| Strana 1 | Strana 1                  | Strana 1               | Strana 1                     | Strana 1 |
| Pořadí   | Název                     | Autor                  | Zpěv                         | Délka    |
| -------- | ------------------------- | ---------------------- | ---------------------------- | -------- |
| 1.       | Vánoční pohlednice        | Jiří Šlitr, Jiří Suchý | Jiří Suchý                   | 4:16     |
| 2.       | Nový nájemník             | Jiří Šlitr, Jiří Suchý | Magda Křížková               | 2:51     |
| 3.       | Tommy (Vánoční kovbojská) | Jiří Šlitr, Jiří Suchý | Jiří Suchý, Jiří Grossmann   | 4:19     |
| 4.       | Stříbrná tramvaj          | Jiří Šlitr, Jiří Suchý | Milan Drobný, Naďa Urbánková | 3:01     |

| Strana 2 | Strana 2                | Strana 2               | Strana 2                    | Strana 2 |
| Pořadí   | Název                   | Autor                  | Zpěv                        | Délka    |
| -------- | ----------------------- | ---------------------- | --------------------------- | -------- |
| 5.       | Venku se zvolna šeří    | Jiří Šlitr, Jiří Suchý | Milan Drobný                | 4:11     |
| 6.       | Sedm dárků              | Jiří Šlitr, Jiří Suchý | Jiří Suchý                  | 2:42     |
| 7.       | Já bych ráda do Betléma | Jiří Šlitr, Jiří Suchý | Eva Pilarová                | 2:25     |
| 8.       | Purpura                 | Jiří Šlitr, Jiří Suchý | Jiří Suchý a Naďa Urbánková | 4:10     |

## Hudební doprovod
- Dalibor Brázda se svým orchestrem (1, 2, 4-8)
- Country Beat Jiřího Brabce (3)
- Sbor Lubomíra Pánka (1, 4-6, 8)